# Бахман Џадуја
Бахман Џадуја/ Џадуја (такође Џадхое/Џадоје; ново персијски : بهمن جادویه) или Бахман Џадавај (средњоперсијски: Вахуман Џадагов) је био сасанидски војсковођа. Углавном је познат по томе што је повео сасанидску војску у победу против Арапа у Бици код моста. Арапски муслимани су Бахмана називали Дул Хаџиб ("власником гипких обрва"). Имао је репутацију анти-арапски настројеног човека. Често га мешају са Марданшахом, још једним сасанидским војсковођом.

## Биографија
Ништа се не зна о његовом раном животу, али Бахман Јадуја је забележен као старац до 634. Бахман је можда био син сасанидског заповедника Хормозда Јадуја. Бахман се први пут помиње 633. године, као један од заступника Сасанида и члан фракције Парсиг на челу са Пирузом Хозројем. 633. сасанидски краљ наредио је покрет сасанидском војсковођи по имену Андарзагар који је био задужен за заштиту граница Хорасана како би заштитио западне границе од Арапа који су пљачкали Иран.
Андараагар је 633. године заједно са Бахманом Јадујем извршио контранапад против војске Халида ибн ел Валида код Валаџе, али су поражени. Након пораза, Бахман је побегао у Ктесифон, где је затекао Јездигерда болесног. Међутим, Бахман је накратко наредио да се изврши контранапад против Арапа. Бахман, међутим, није послушао краља који је још био дете и послао је Џабана да се бори против Арапа. Џабан, који је послат сам на западни фронт да се супротстави Арапима, који је поражен у бици код Улаиса.
Када су Арапи под Абу Убаидом 634. године покренули поход у Саваду, Ростам Фарохзад је послао против њега Бахмана Џадуја и Галинија са снагама сачињеним од моћне класе Вузурган, која је имала јединице као што су ратни слонови и Заједан. Познато је да је Ростам рекао Бахману: "ако се Галиније врати свом поразу, одсеци му главу."
Током битке, познате под називом Битка на мосту, војска Бахмана имала је предност: слонови у његовој војсци уплашили су коње Арапа, што је касније резултирало смрћу Абу Убаиде. Мост је тада срушен од стране Арапа, око 4,000 Арапа је погинуло услед утапања, а многе друге су убиле Бахманове снаге. Ел Мутхана је успео да побегне са моста и окупи 3.000 преживелих Арапа; међутим, неки од њих су побегли назад у Медину. Бахман се није дао у потеру за арапском војском која се повлачила. Током 636. године током битке код Кадисије Бахмана је убио Кака ибн Амр у знак освете за смрт Абу Убаиде и осталих убијених у бици код Моста.